# Mission militaire britannique en Pologne
La mission militaire britannique en Pologne a été un effort de la Grande-Bretagne de 1919 à 1924 pour aider la toute naissante Deuxième République de Pologne après avoir obtenu son indépendance en novembre 1918, à la fin de la Première Guerre mondiale. Elle a travaillé en parallèle avec la plus grande et beaucoup plus importante mission militaire française en Pologne. Elle était commandée par le général de division britannique Adrian Carton de Wiart (qui a succédé au général Louis Botha). Le général Carton de Wiart a également dirigé la Mission militaire britannique en Pologne en 1939. Son siège était dans une partie du Potocki Palace (en) à Varsovie,..
Elle ne doit pas être confondue avec la mission interalliée en Pologne, un effort improvisé lancé par Lloyd George le 21 juillet 1920, en réponse à la crise avant la bataille de Varsovie.